# Édison Realpe
Édison Gabriel Realpe Solís (Esmeraldas, 13 de abril de 1996 – Esmeraldas, 22 de dezembro de 2019) foi um futebolista profissional equatoriano que atuava como lateral-direito.

## Carreira
Iniciou sua carreira profissional em 2014, no River Plate (atual Guayaquil City), aos 17 anos de idade. Em janeiro de 2018, após 92 jogos pelo clube, foi emprestado à LDU de Quito, onde atuou em 15 partidas e foi contratado em definitivo no ano seguinte. Pelos Albos, Realpe disputou 11 jogos na temporada (8 pela primeira divisão equatoriana e 3 pela Copa do Equador), não tendo feito nenhum gol.

## Seleção Equatoriana
Em 2013 e 2015, Realpe integrou as seleções de base do Equador - foram 3 jogos pelo Sub-17 e outras 2 partidas com a seleção Sub-20.

## Morte
Em 22 de dezembro de 2019, Realpe morreu num acidente automobilístico numa estrada na região costeira da província de Esmeraldas. O lateral-direito, que não renovaria seu contrato com a LDU (que se encerraria 9 dias depois), disputaria a temporada 2020 pelo El Nacional.

## Títulos
LDU de Quito
- Campeonato Equatoriano: vice-campeão (2019)
- Copa do Equador: (2018–19)